# Kerala Blasters Football Club 2014
Questa voce raccoglie le informazioni riguardanti il Kerala Blasters nelle competizioni ufficiali della stagione 2014.

## Maglie e sponsor
Il fornitore tecnico per questa stagione è Puma, mentre lo sponsor ufficiale è Muthoot.
| Casa | Trasferta |

## Rosa
| N. |                        | Ruolo | Calciatore       |
| -- | ---------------------- | ----- | ---------------- |
| 2  | Francia (bandiera)     | D     | Cédric Hengbart  |
| 3  | Scozia (bandiera)      | D     | Jamie McAllister |
| 4  | India (bandiera)       | D     | Ramandeep Singh  |
| 5  | India (bandiera)       | D     | Nirmal Chettri   |
| 6  | India (bandiera)       | C     | Renedy Singh     |
| 7  | India (bandiera)       | C     | Sushanth Mathew  |
| 8  | Inghilterra (bandiera) | A     | Michael Chopra   |
| 9  | Brasile (bandiera)     | A     | Pedro Gusmao     |
| 10 | Canada (bandiera)      | A     | Iain Hume        |
| 11 | India (bandiera)       | A     | Ishfaq Ahmed     |
| 12 | India (bandiera)       | A     | C. S. Sabeeth    |
| 13 | India (bandiera)       | C     | Duleep Menon     |
| 14 | India (bandiera)       | C     | Mehtab Hossain   |
| 15 | India (bandiera)       | D     | Sandesh Jhingan  |
| 16 | India (bandiera)       | D     | Gurwinder Singh  |

| N. |                        | Ruolo | Calciatore             |
| -- | ---------------------- | ----- | ---------------------- |
| 18 | Nigeria (bandiera)     | C     | Penn Orji              |
| 21 | India (bandiera)       | C     | Godwin Franco          |
| 22 | Francia (bandiera)     | D     | Raphaël Romey          |
| 23 | India (bandiera)       | D     | Avinabo Bag            |
| 24 | India (bandiera)       | P     | Sandip Nandy           |
| 25 | Scozia (bandiera)      | C     | Stephen Pearson        |
| 27 | Australia (bandiera)   | A     | Andrew Barisić         |
| 29 | India (bandiera)       | D     | Saumik Dey             |
| 30 | India (bandiera)       | P     | Luis Barreto           |
| 32 | Irlanda (bandiera)     | D     | Colin Falvey           |
| 44 | Brasile (bandiera)     | D     | Erwin Spitzner         |
| 70 | Inghilterra (bandiera) | P     | David James            |
| 85 | Spagna (bandiera)      | C     | Victor Herrero Forcada |
| 88 | India (bandiera)       | A     | Milagres Gonsalves     |

## Calciomercato
| Acquisti | Acquisti               | Acquisti           | Acquisti   |
| R.       | Nome                   | a                  | Modalità   |
| -------- | ---------------------- | ------------------ | ---------- |
| P        | David James            | ÍBV Vestmannæyja   | definitivo |
| P        | Luis Barreto           | East Bengal        | prestito   |
| P        | Sandip Nandy           | Mohun Bagan        | definitivo |
| D        | Erwin Spitzner         | Athl. Paranaense   | prestito   |
| D        | Colin Falvey           | Charleston Battery | prestito   |
| D        | Saumik Dey             | East Bengal        | prestito   |
| D        | Avinabo Bag            | Palian Arrows      | definitivo |
| D        | Raphaël Romey          | CA Bastia          | definitivo |
| D        | Gurwinder Singh        | East Bengal        | prestito   |
| D        | Sandesh Jhingan        | Mumbai             | definitivo |
| D        | Nirmal Chettri         | Mohun Bagan        | definitivo |
| D        | Ramandeep Singh        |                    | svincolato |
| D        | Jamie McAllister       | Yeovil Town        | definitivo |
| D        | Cédric Hengbart        | Ajaccio            | definitivo |
| C        | Duleep Menon           |                    | svincolato |
| C        | Victor Herrero Forcada | Kallithea          | definitivo |
| C        | Stephen Pearson        | Bristol City       | definitivo |
| C        | Godwin Franco          | Dempo              | definitivo |
| C        | Penn Orji              | Mohammedan         | svincolato |
| C        | Mehtab Hossain         | East Bengal        | prestito   |
| C        | Ishfaq Ahmed           | East Bengal        | definitivo |
| C        | Sushanth Mathew        | Rangdajied Utd     | definitivo |
| C        | Renedy Singh           | Shillong Lajong    | definitivo |
| A        | Milagres Gonsalves     | Mumbai             | definitivo |
| A        | Andrew Barisić         | South China        | definitivo |
| A        | Chinadorai Sabeeth     | Mohun Bagan        | prestito   |
| A        | Iain Hume              | Barnsley           | definitivo |
| A        | Pedro Gusmão           | Athl. Paranaense   | prestito   |
| A        | Michael Chopra         | Blackpool          | definitivo |

| Cessioni | Cessioni | Cessioni | Cessioni |
| R.       | Nome     | da       | Modalità |
| -------- | -------- | -------- | -------- |

## Risultati

### Indian Super League
| Guwahati 13 ottobre 2014, ore 19:00 UTC+5:30 1ª giornata | NorthEast Utd | 1 – 0 referto | Kerala Blasters | Indira Gandhi Athletic Stadium (29 500 spett.) |
| \| \| \| \| \| Koke 45’ \| Marcatori \| \|               |               |               |                 |                                                |
|                                                          |               |               |                 |                                                |
| Koke 45’                                                 | Marcatori     |               |                 |                                                |

| Chennai 21 ottobre 2014, ore 19:00 UTC+5:30 2ª giornata                     | Chennaiyin | 2 – 1 referto | Kerala Blasters | Marina Arena (19 430 spett.) |
| \| \| \| \| \| Elano 14’ Bernard Mendy 63’ \| Marcatori \| 49’ Iain Hume \| |            |               |                 |                              |
|                                                                             |            |               |                 |                              |
| Elano 14’ Bernard Mendy 63’                                                 | Marcatori  | 49’ Iain Hume |                 |                              |

| Arbitro: | Rowan |

|           |           |          |
| Sahni 22’ | Marcatori | 40’ Hume |

| Pune 30 ottobre 2014, ore 19:00 UTC+5:30 4ª giornata                                 | Pune City | 1 – 2 referto                  | Kerala Blasters | Balewadi Stadium (8 227 spett.) |
| \| \| \| \| \| David Trezeguet 15’ \| Marcatori \| 41’ C.S. Sabeeth 65’ Penn Orji \| |           |                                |                 |                                 |
|                                                                                      |           |                                |                 |                                 |
| David Trezeguet 15’                                                                  | Marcatori | 41’ C.S. Sabeeth 65’ Penn Orji |                 |                                 |

| Mumbai 2 novembre 2014, ore 16:30 UTC+5:30 5ª giornata | Mumbai City | 1 – 0 referto | Kerala Blasters | DY Patil Stadium (20 439 spett.) |
| \| \| \| \| \| Nicolas Anelka 45’ \| Marcatori \| \|   |             |               |                 |                                  |
|                                                        |             |               |                 |                                  |
| Nicolas Anelka 45’                                     | Marcatori   |               |                 |                                  |

| Kochi 6 novembre 2014, ore 19:00 UTC+5:30 6ª giornata    | Kerala Blasters | 1 – 0 referto | FC Goa | Jawaharlal Nehru Stadium (49 517 spett.) |
| \| \| \| \| \| Milagres Gonsalves 64’ \| Marcatori \| \| |                 |               |        |                                          |
|                                                          |                 |               |        |                                          |
| Milagres Gonsalves 64’                                   | Marcatori       |               |        |                                          |

| Kochi 9 novembre 2014, ore 19:00 UTC+5:30 7ª giornata | Kerala Blasters | 0 – 0 referto | Delhi Dynamos | Jawaharlal Nehru Stadium (34 657 spett.) |

| Kochi 12 novembre 2014, ore 19:00 UTC+5:30 8ª giornata | Kerala Blasters | 0 – 0 referto | Mumbai City | Jawaharlal Nehru Stadium (41 362 spett.) |

| Delhi 16 novembre 2014, ore 19:00 UTC+5:30 9ª giornata | Delhi Dynamos | 0 – 1 referto | Kerala Blasters | Jawaharlal Nehru Stadium (17 853 spett.) |
| \| \| \| \| \| \| Marcatori \| 61’ Penn Orji \|        |               |               |                 |                                          |
|                                                        |               |               |                 |                                          |
|                                                        | Marcatori     | 61’ Penn Orji |                 |                                          |

| Arbitro: | Irmatov |

|                    |           |            |
| Hume 4’ Gusmão 42’ | Marcatori | 55’ Tefera |

| Goa 26 novembre 2014, ore 19:00 UTC+5:30 11ª giornata                         | FC Goa    | 3 – 0 referto | Kerala Blasters | Fatorda Stadium (19 752 spett.) |
| \| \| \| \| \| Miroslav Slepička 64’, 79’ André Santos 69’ \| Marcatori \| \| |           |               |                 |                                 |
|                                                                               |           |               |                 |                                 |
| Miroslav Slepička 64’, 79’ André Santos 69’                                   | Marcatori |               |                 |                                 |

| Kochi 30 novembre 2014, ore 19:00 UTC+5:30 12ª giornata | Kerala Blasters | 0 – 1 referto | Chennaiyin | Jawaharlal Nehru Stadium (61 323 spett.) |
| \| \| \| \| \| Bruno Pelissari 87’ \| Marcatori \| \|   |                 |               |            |                                          |
|                                                         |                 |               |            |                                          |
| Bruno Pelissari 87’                                     | Marcatori       |               |            |                                          |

| Kochi 4 dicembre 2014, ore 19:00 UTC+5:30 13ª giornata | Kerala Blasters | 0 – 0 referto | NorthEast Utd | Jawaharlal Nehru Stadium (43 299 spett.) |

| Kochi 9 dicembre 2014, ore 16:30 UTC+5:30 14ª giornata | Kerala Blasters | 1 – 0 referto | Pune City | Jawaharlal Nehru Stadium (44 532 spett.) |
| \| \| \| \| \| Iain Hume 22’ \| Marcatori \| \|        |                 |               |           |                                          |
|                                                        |                 |               |           |                                          |
| Iain Hume 22’                                          | Marcatori       |               |           |                                          |

#### Play-off
| Kochi 13 dicembre 2014, ore 19:00 UTC+5:30 Semifinale - Andata                       | Kerala Blasters | 3 – 0 referto | Chennaiyin | Jawaharlal Nehru Stadium (60 900 spett.) |
| \| \| \| \| \| Ishfaq Ahmed 27’ Iain Hume 29’ Sushanth Mathew 90’ \| Marcatori \| \| |                 |               |            |                                          |
|                                                                                      |                 |               |            |                                          |
| Ishfaq Ahmed 27’ Iain Hume 29’ Sushanth Mathew 90’                                   | Marcatori       |               |            |                                          |

| Chennai 16 dicembre 2014, ore 19:00 UTC+5:30 Semifinale - Ritorno                                                        | Chennaiyin | 3 – 1 (d.t.s.) referto | Kerala Blasters | Marina Arena (25 317 spett.) |
| \| \| \| \| \| Mikaël Silvestre 43’ Sandesh Jhingan 76’ (AG) Jeje Lalpekhlua 90’ \| Marcatori \| 117’ Stephen Pearson \| |            |                        |                 |                              |
| |            |                        |                 |                              |
| Mikaël Silvestre 43’ Sandesh Jhingan 76’ (AG) Jeje Lalpekhlua 90’                                                        | Marcatori  | 117’ Stephen Pearson   |                 |                              |

| Arbitro: | Irmatov |

|  |           |               |
|  | Marcatori | 90+4’ Rafique |

## Statistiche

### Statistiche di squadra
| Competizione        | Punti | In casa | In casa | In casa | In casa | In casa | In casa | In trasferta | In trasferta | In trasferta | In trasferta | In trasferta | In trasferta | Totale | Totale | Totale | Totale | Totale | Totale | DR |
| Competizione        | Punti | G       | V       | N       | P       | Gf      | Gs      | G            | V            | N            | P            | Gf           | Gs           | G      | V      | N      | P      | Gf     | Gs     | DR |
| ------------------- | ----- | ------- | ------- | ------- | ------- | ------- | ------- | ------------ | ------------ | ------------ | ------------ | ------------ | ------------ | ------ | ------ | ------ | ------ | ------ | ------ | -- |
| Indian Super League | 19    | 7       | 3       | 3       | 1       | 4       | 2       | 7            | 2            | 1            | 4            | 5            | 9            | 14     | 5      | 4      | 5      | 9      | 11     | -  |

### Andamento in campionato
| Giornata  | 1 | 2 | 3 | 4 | 5 | 6 | 7 | 8 | 9 | 10 | 11 | 12 | 13 | 14 |
| --------- | - | - | - | - | - | - | - | - | - | -- | -- | -- | -- | -- |
| Luogo     | C | T | C | T | C | T | C | C | C | T  | T  | T  | T  | C  |
| Risultato | P | P | V | N | P | V | N | N | V | V  | P  | P  | N  | V  |
| Posizione | 8 | 8 | 6 | 5 | 6 | 6 | 6 | 5 | 3 | 3  | 5  | 3  | 5  | 4  |

Legenda:

Luogo: C = Casa; T = Trasferta. Risultato: V = Vittoria; N = Pareggio; P = Sconfitta.